# Hilde (film)
Pour les articles homonymes, voir Hilde.
Pour plus de détails, voir Fiche technique et Distribution.
Hilde est un film allemand réalisé par Kai Wessel, sorti en 2009.

## Synopsis
La vie de l'actrice allemande Hildegard Knef.

## Fiche technique
- Titre : Hilde
- Réalisation : Kai Wessel
- Scénario : Maria von Heland d'après l'autobiographie de Hildegard Knef
- Musique : Martin Todsharow
- Photographie : Hagen Bogdanski
- Montage : Tina Freitag
- Production : Jens Meurer et Judy Tossell
- Société de production : Egoli Tossell Film et MMC Independent
- Pays :  Allemagne
- Genre : Biopic, drame et film musical
- Durée : 137 minutes
- Dates de sortie : 
  -  Allemagne : 12 mars 2009

## Distribution
- Heike Makatsch : Hildegard Knef
- Dan Stevens : David Cameron
- Monica Bleibtreu : Else Bongers
- Hanns Zischler : Erich Pommer
- Johanna Gastdorf : Frieda Knef
- Trystan Pütter : Kurt Hirsch
- Michael Gwisdek : le grand-père
- Roger Cicero : Ricci Blum
- Anian Zollner : Ewald von Demandowsky
- Sylvester Groth : Boleslaw Barlog
- Stanley Townsend (en) : David O. Selznick
- Fritz Roth : le beau-père
- Hary Prinz : Willi Forst
- Jeroen Willems : Anatole Litvak
- Marlon van den Boogaard : Heinz
- Peggy Lukac : Mme. Kötz
- Ralf Harster : Duwe
- Stefan Preiss : Kempinski

## Distinctions
Le film a été nommé pour quatre Deutscher Filmpreis.